# Eparquía de Sokal-Zhovkva
La eparquía de Sokal-Zhovkva (en latín: Eparchia Socalien(sis)-Zhovkvien(sis) y en ucraniano: Сокальсько-Жовківська єпархія) es una circunscripción eclesiástica de la Iglesia católica en Ucrania. Se trata de una eparquía greco-católica ucraniana, sufragánea de la archieparquía de Leópolis de los ucranianos. Desde el 21 de julio de 2000 su eparca es Mychajlo Koltun, de la Congregación del Santísimo Redentor.

## Territorio y organización
La eparquía tiene 6991 km² y extiende su jurisdicción sobre los fieles católicos de rito bizantino greco-católicos ucranianos residentes en la parte septentrional de la óblast de Leópolis y comprende todo el raión de Chervonohrad, todo el raión de Zolochiv, excepto el antiguo raión de Peremyšljany y la parte norte del raión de Leópolis correspondiente al antiguo raión de Zhovkva y la parte sur de el antiguo raión de Kamianka-Buzka. Hasta la reforma territorial de 2020 el territorio se correspondía con los raiones de: Sokal, Radekhiv, Zhovkva, Kamianka-Buzka, Brody y Busk y la ciudad de Chervonohrad. 
La sede de la eparquía se encuentra en la ciudad de Zhovkva, pero en Sokal se halla la Catedral de los Santos Pedro y Pablo.
En 2020 en la eparquía existían 364 parroquias agrupadas en 15 decanatos: Belz, Brody, Busk, Dublyansky, Zhovkivsky, Kamyanka-Bug, Lopatinsky, Novoyarychivskyy, Olesko, Pidkaminskyy, Radekhiv, Rava-Ruska, Sokal, Tartakivskyy y Chervonohrad. 

## Historia
La eparquía de Sokal fue erigida por el Sínodo de los Obispos de la Iglesia greco-católica ucraniana el 21 de julio de 2000, separando territorio de la archieparquía de Leópolis y de la eparquía de Ternópil (hoy archieparquía de Ternópil-Zbóriv). El 28 de agosto de 2000 el archieparca mayor de Leópolis cardenal Miroslav Iván Lubachivsky decretó la erección canónica de la eparquía de Sokal. El 12 de octubre de 2000 el papa Juan Pablo II dio su asentimiento.
Originariamente era sufragánea de la archieparquía de Leópolis, pero el 29 de agosto de 2005 entró a formar parte de la provincia eclesiástica de la archieparquía de Kiev.
El 15 de junio de 2006 el eparca Mychajlo Koltun solicitó el cambio de nombre de la eparquía, lo que fue aprobado por el sínodo y el 1 de marzo de 2007 también por el papa, por lo que el 20 de septiembre de 2006 el archieparca mayor Lubomyr Husar decretó el cambio a eparquía de Sokal-Zhovkva.
El 21 de noviembre de 2011 fue retornada como sufragánea de la archieparquía de Leópolis.

## Estadísticas
Según el Anuario Pontificio 2021 la eparquía tenía a fines de 2020 un total de 309 940 fieles bautizados.
| Año                                                                             | Población            | Población | Población      | Sacerdotes | Sacerdotes    | Sacerdotes    | Bautizados por sacerdote | Diáconos permanentes | Religiosos | Religiosos | Parroquias |
| Año                                                                             | Bautizados católicos | Total     | % de católicos | Total      | Clero secular | Clero regular | Bautizados por sacerdote | Diáconos permanentes | Varones    | Mujeres    | Parroquias |
| ------------------------------------------------------------------------------- | -------------------- | --------- | -------------- | ---------- | ------------- | ------------- | ------------------------ | -------------------- | ---------- | ---------- | ---------- |
| 2000                                                                            | 342 709              | 531 700   | 64.5           | 194        | 167           | 27            | 1766                     |                      | 27         |            | 322        |
| 2001                                                                            | 343 000              | 532 000   | 64.5           | 204        | 172           | 32            | 1681                     |                      | 50         | 60         | 322        |
| 2002                                                                            | 343 168              | 530 780   | 64.7           | 206        | 177           | 29            | 1665                     |                      | 47         | 51         | 352        |
| 2003                                                                            | 332 644              | 529 328   | 62.8           | 213        | 180           | 33            | 1561                     |                      | 49         | 62         | 352        |
| 2007                                                                            | 327 218              | 519 370   | 63.0           | 255        | 227           | 28            | 1283                     |                      | 56         | 42         | 354        |
| 2009                                                                            | 323 838              | 510 925   | 63.4           | 254        | 225           | 29            | 1274                     |                      | 73         | 27         | 355        |
| 2010                                                                            | 321 645              | 491 751   | 65.4           | 257        | 227           | 30            | 1251                     |                      | 70         | 29         | 355        |
| 2014                                                                            | 320 390              | 482 933   | 66.3           | 269        | 239           | 30            | 1191                     |                      | 40         | 23         | 363        |
| 2017                                                                            | 315 754              | 495 440   | 63.7           | 263        | 233           | 30            | 1200                     |                      | 46         | 20         | 364        |
| 2020                                                                            | 309 940              | 485 465   | 63.8           | 247        | 246           | 1             | 1254                     |                      | 46         | 20         | 364        |
| Fuente: Catholic-Hierarchy, que a su vez toma los datos del Anuario Pontificio. |                      |           |                |            |               |               |                          |                      |            |            |            |

## Episcopologio
- Mychajlo Koltun, C.SS.R., desde el 21 de julio de 2000